# Tota pulchra es
Tota pulchra es es una antigua oración católica escrita presumiblemente en el siglo IV. Es una de las cinco antífonas para los salmos de las segundas vísperas de la festividad de la Inmaculada Concepción (8 de diciembre). El texto está tomado en parte del Libro de Judit y en parte del Cantar de los Cantares.
Esta oración ha servido como inspiración para muchos compositores a lo largo de los siglos, entre los que se puede citar por ejemplo Robert Schumann, Anton Bruckner, Pablo Casals, Maurice Duruflé, James MacMillan, Jose Mauricio Nunes Garcia, u Ola Gjeilo.

## Letra
Tota pulchra es, Maria,
 et macula originalis non est in te.
 Tu gloria Jerusalem,
 tu laetitia Israel,
 tu honorificentia populi nostri,
 tu advocata peccatorum. 
 ¡Oh! Maria, virgo prudentissima,
 mater clementissima,
 Ora pro nobis,
 intercede pro nobis
 ad Dominum Jesu Christum.
Eres toda belleza, María
 y el pecado original no está en ti.
 Tú, la gloria de Jerusalén,
 tú, alegría de Israel,
 tú, honor de nuestro pueblo,
 protectora de los pecadores
 ¡Oh! María, virgen prudentísima,
 madre clementísima.
 Ruega por nosotros,
 intercede por nosotros
 ante nuestro Señor Jesucristo.

## Music
En 1783, José Mauricio Nunes García escribió la antífona "Tota pulchra Es". Este fue el primer trabajo que se conserva, ya que se remonta a cuando tenía 16 años. 